# Chanda Sandipan
Chanda Sandipan (Calcutta, 13 agosto 1983) è uno scacchista indiano.
Ha conseguito il titolo di Grande maestro nel 2003 (il 14º GM indiano).
Principali risultati:
- 2001:  vince il torneo di Wiesbaden, pari 1º-2º a Winterthur;
- 2005:  pari 1º-6º nel World Open di Filadelfia;[1]
- 2006:  secondo-terzo a Mumbai con M.R. Venkatesh nel campionato del Commonwealth, vinto da Nigel Short;
- 2008:  pari primo-terzo a Vlissingen, con Faruch Amonatov e Lázaro Bruzón;
- 2009:  pari 1º-7º a Kavala;[2]
- 2010:  pari 1º-9º nel Gibtelecom Masters di Gibilterra;[3]
- 2013:  pari 1º-4º nel Gibtelecom Masters di Gibilterra, con Nikita Vitjugov, Nigel Short e Maxime Vachier-Lagrave;
- 2014:  pari 1º-3º nell'open Villa de Benasque, con Miguel Illescas e Jorge Cori Tello.

Ha raggiunto il massimo punteggio Elo in maggio 2011, con 2656 punti.